# 学校法人大川学園 (三重県)
学校法人大川学園（がっこうほうじんおおかわがくえん）とは、三重県津市大谷町に法人本部をおく学校法人。なお、埼玉県飯能市にも同名学校法人大川学園があるが、同法人とは関係ない。

## 設置している学校
- 三重調理専門学校
- 三重介護福祉専門学校
- 大川幼稚園
- 津西幼稚園

## 設置する施設
- 津文化センター
- 大川学園幼児舎
- キッズラボ（理科実験室）
- 学童アフタースクール トムソーヤ
- 大川学園義塾

## 沿革
- 1945年（昭和20年） - 学校法人大川学園を発足。